# Растовац (Калиновик)
Растовац је насељено мјесто у општини Калиновик, Република Српска, БиХ. Према попису становништва из 1991. у насељу је живјело 5 становника. Према попису становништва из 2013. у насељу је живио 1 становник.

## Географија
Растовац се налази на надморској висини од око 850 метара у кањону Борач кроз који протиче ријека Неретва.

## Становништво
| Националност | 1991. |
| Срби         | 5     |
| Укупно       |       |

| Демографија | Демографија | Демографија |
| Година      | Становника  | Становника  |
| ----------- | ----------- | ----------- |
| 1961.       | 33          |             |
| 1971.       | 24          |             |
| 1981.       | 17          |             |
| 1991.       | 5           |             |
| 2013.       | 1           |             |